# Татары в ХМАО
Татары в Ханты-Мансийском автономном округе или же Ханты-Мансийские татары — второй по численности этнос ХМАО после русских. Представляют собой примерно 7 % постоянного населения округа с общей численностью около 120000 граждан. Наряду с большинством других национальностей в округе практически все появились во второй половине XX века во время освоения нефтедобычи в округе. Делятся на две основных разновидности, это первое поколение, приехавшие туда на заработки вахтовики из других регионов, а так же второе и более поколение, которые являются коренным населением. Язык общения чаще всего русский, который для большинства является родным, татарский язык встречается намного реже, в основном среди первого поколения, переехавшего в ХМАО уже в сознательном возрасте. Большинство татар в ХМАО являются мусульманами.
Рост численности татар, как и многих других народов в округе происходит в основном миграционным способом.

## Причины появления
В 1950—1960-х годах началось активное освоение нефтегазовых месторождений, административно расположенных в ХМАО и ЯНАО. Для этого стали привлекаться кадры из уже освоенных нефтеносных районов Поволжья и Прикамья с высоким процентом татарского населения. Наиболее часто привлекались уроженцы восточного Татарстана и западной Башкирии, тем самым сформировались миграционные перетоки. Таким образом стали появляться уже следующие поколения татар в ХМАО, которые стали его коренным населением.

## Приток и отток
Татары, как и остальные жители ХМАО склонны к миграции, при этом многие отработав на «северах» 20 и более лет возвращаются обратно в Поволжье, в тоже время их дети не всегда к этому готовы. Таким образом появляются коренные уроженцы ХМАО, которые не готовы переезжать в Среднюю Полосу.

## Культурное наследие
В ХМАО существует более десяти мечетей, которые когда-то создавали татары, существуют татарские культурные центры и много других организаций.

## Наиболее известные
Наиболее знаменитой личностью является Алсу, хотя она не является уроженкой ХМАО, но прожила там значительную часть жизни.